# 日本赤軍
日本赤軍，又稱為赤軍旅，是日本的极左派共產主義武装组织，在1971年組成，其前身是共產主義者同盟赤軍派，同樣由該前身衍生的聯合赤軍在1972年被瓦解後的殘餘份子也轉投日本赤軍，在1970至1980年代的活躍時期曾經在以色列發動亂槍射殺平民、在荷蘭劫持人質及在日本策動劫機等活動，曾被美國國務院認定为國際恐怖組織之一，該組織在1990年代有多名在國際潛逃的領袖先後被捕而走向沒落，組織首領重信房子也在2000年被捕入獄，至2001年宣布解散。

## 歷史

### 建立
该组织1969年從日本共產主義者同盟分離出來，1971年由重信房子與丸岡修於巴勒斯坦正式宣告成立，早期曾有“阿拉伯赤軍”（アラブ赤軍）、“赤軍派阿拉伯委員會”（赤軍派アラブ委員会）、“革命赤軍”等名稱，1974年定名為“日本赤軍”，根據地為敘利亞控制的黎巴嫩部分地區（如貝卡山谷）。
日本赤軍主張推翻日本皇室和日本政府，推動世界革命。

### 恐怖活動
在1970年代與1980年代，日本赤軍在全世界從事多宗恐怖活動，包括有：
- 特拉維夫機場掃射事件：1972年5月30日，24名平民與2名日本赤軍成員喪生。
- 杜拜日航劫機事件：1973年7月20日。
- 拉裕事件：1974年1月31日
- 日本駐科威特大使館佔領事件（英语：1974 attack on the Japanese Embassy in Kuwait）：1974年2月6日
- 海牙事件：1974年9月13日。
- 马来西亚吉隆坡事件：1975年8月4日。
- 達卡日航劫機事件：1977年9月28日。
- 马来西亚航空653号恐怖劫机事件：1977年12月4日。
- 雅加达事件：1986年5月14日
- 三井物産馬尼拉分店長綁架事件：1986年11月15日。
- 那不勒斯事件：1988年4月。

在1960年代的学生运动逐渐转入低潮后，1960年代末至1970年代初，日本赤军开始登上历史舞台。准确地说，日本赤军共分为“赤军派”、“联合赤军”和“日本赤军”三派，相继在1969年到1971年之间成立。联合赤军在1971年至1972年間由於「肅反」導致12名成員死亡，最終在1972年2月28日的浅间山庄事件中被日本警方歼灭，幸存者加入了日本赤军。而赤军派则于1969年的大菩薩山口事件中被歼灭。
日本赤军长期活动在中东；也是先后三支赤军中，国际影响最大的一支。1972年5月30日，他们的三名成员奧平剛士（當時27歲，日本赤軍幹部）、安田安之（當時25歲，京都大學學生）、岡本公三（當時25歲，鹿兒島大學學生）在以色列特拉维夫的卢德国际机场（今本-古里安国际机场）發動亂槍掃射與手榴彈攻擊，造成至少100人死伤，其中24人死亡。这一袭击行动立即震惊了全世界，日本赤军也由此成为与意大利的红色旅、北爱尔兰的爱尔兰共和军齐名的国际恐怖组织。
從1980年代至1990年代後期，丸岡修與和光晴生等中心成員一個接一個被逮捕，該組織被徹底摧毀。
- 1987年11月：丸岡修於東京被逮捕。
- 1995年3月：潛伏於羅馬尼亞的浴田由紀子被逮捕，被驅逐出境。
- 1996年6月：潛伏在秘魯的吉村和江被逮捕，被驅逐出境。
- 1996年9月：潛伏在尼泊爾的城崎勉被逮捕。
- 1997年：潛伏在黎巴嫩的和光晴生、足立正生、山本萬里子、戶平和夫、岡本公三被逮捕。
- 1997年11月：潛伏在玻利維亞的西川純被逮捕。

### 解散
2000年11月，日本赤軍「最高領導人」重信房子因涉嫌違反日本《旅券法》，而在大阪府高槻市落網。2001年4月，重信房子在獄中寫下《日本赤軍解散宣言》（日本赤軍としての解散宣言），宣告日本赤軍解散。2006年2月，重信房子在日本，以绑架罪和故意谋杀罪被判处20年监禁。2022年5月28日，重信从医疗监狱出狱。

## 在影視作品中
- 《烈火青春》The Nomad（1982年）
- 《最佳福星》Lucky Stars Go Places（1986年）
- 《皇家師姐Ⅲ之雌雄大盜》In the Line of Duty III（1988年）
- 《驚天12小時》 The Last Blood（1991年）
- 《超級計劃》 Project S（1993年），僅出現片頭中
- 《青年黑傑克》